# یادوینوو (شهرستان رادوم)
یادوینوو (به لاتین: Jadwinów) یک روستا در لهستان است که در گمینا پژتک واقع شده‌است.